# Henry Lawson
Pour les articles homonymes, voir Lawson.
Œuvres principales
- In the Days When the World Was Wide and Other Verses
- Joe Wilson et ses copains (1901)
- The Faces on the Street

Henry Lawson, poète et écrivain australien est souvent considéré comme le plus grand auteur de textes courts de l'histoire de l'Australie. Comme son contemporain Banjo Paterson, il était correspondant du magazine The Bulletin, et compte parmi les écrivains de fiction australiens les plus connus de la période coloniale.

## Biographie
Lawson est né à Grenfell dans la région des mines d’or de la Nouvelle-Galles-du-Sud. Sa mère était suffragette, propriétaire et rédactrice du journal The Dawn. Son père était un mineur norvégien. Lawson a étudié à Eurunderee, Mudgee et Sydney. En 1896, il a épousé Bertha Bredt Junior, fille de la socialiste Bertha Bredt. Ils ont eu deux enfants, Jim et Bertha. 
Son premier poème publié, A Song of the Republic, parut dans The Bulletin en 1887. Selon Lawson, l’Australien est laconique, égalitaire et humaniste. Contrairement à Banjo Paterson, Lawson ne nourrit aucune illusion romantique sur l’idéal pastoral en Australie et a écrit au sujet des dures réalités de la vie dans le bush australien. En outre, il est l'auteur de recueils de poèmes sur la société urbaine, comme Faces on the Street, dont certains illustrés par Norman Lindsay.

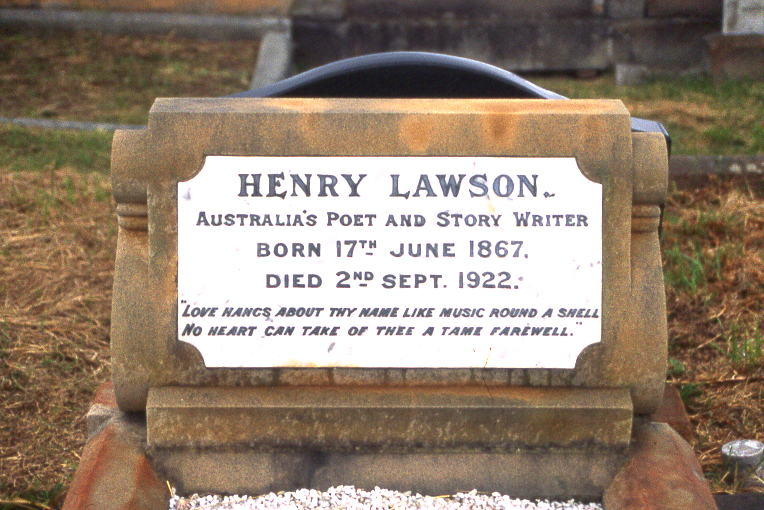
Tombe de H. Lawson au cimetière de Waverley.

Sa mort d'hémorragie cérébrale en 1922 a donné lieu à des obsèques nationales. Son effigie a figuré sur le billet de dix dollars australien de 1966 à 1994.

## Liste des œuvres
Short Stories in Prose and Verse, 1894.